# В ожидании Ани (фильм)
«В ожидании Ани» (англ. Waiting for Anya) — британо-бельгийский драматический военно-исторический художественный фильм 2020 года, снятый режиссёром Беном Куксоном по мотивам одноимённого романа Майкла Морпурго. В главных ролях снялись такие актёры как Ноа Шнапп, Томас Кречман, Фредерик Шмидт, Жан Рено и Анжелика Хьюстон. Фильм вышел в прокат в начале 2020 сначала в США, а затем на экранах по всему миру.

## Сюжет
Действие фильма происходит во время Второй мировой войны. При депортации Бенжамину, еврею по национальности, удаётся бежать, но при этом ему приходится расстаться со своей испуганной маленькой дочерью. Последнее, что Бенжамин успевает сказать дочери: «Встретимся у бабушки». Бенжамину удаётся добраться до горной французской деревушки Лескён, до фермы вдовы Хоркадо, своей тёщи и бабушки Ани, но дочку он там не застаёт. В ожидании Ани Бенжамин и вдова Хоркадо собирают у себя на ферме, прячут от нацистов и переправляют через границу на территорию Испании еврейских детей, чтобы спасти их от смерти. На помощь Бенжамину и вдове приходят французский мальчик-пастух Джо Лаланд, его дедушка, отец и многие жители деревни. Ситуация сложна тем, что деревня оккупирована немецкими войсками, а граница неусыпно патрулируется. Фильм заставляет переживать и за детей, и за взрослых — за всех тех, кто рискуя собой, спасает чужие жизни.

## В ролях
| Актёр              | Роль                      |
| ------------------ | ------------------------- |
| Ноа Шнапп          | Джо                       |
| Томас Кречман      | нацистский капрал         |
| Фредерик Шмидт     | Бенжамин                  |
| Томас Лемаркус     | нацистский лейтенант      |
| Эльза Зильберштейн | мама Джо                  |
| Жиль Марини        | отец Джо                  |
| Жан Рено           | дедушка Джо               |
| Анжелика Хьюстон   | вдова Хоркада бабушка Ани |
| Жозефин де ла Буме | мадемуазель Одап          |